# Кристенсен, Ленни
Ленни Кристенсен (дат. Lennie Kristensen, род. 16 мая 1968, Силькеборг) — датский профессиональный шоссейный велогонщик, маунтинбайкер. Чемпион Дании (1992) и Европы (1997) по маунтинбайку в дисциплине кросс-кантри.

## Карьера
Кристенсен начал свою велосипедную карьеру на шоссе и в маунтинбайке. Как маунтинбайкер он выиграл титул чемпиона Дании среди любителей в 1992 году. Два года спустя он занял третье место в том же соревновании. Эти успехи он смог подтвердить в качестве профессионала в команде Dutch Giant и завоевал бронзовую медаль на чемпионате Дании в 1996 году.
В 1996 году Кристенсен принял участие в Олимпийских играх, где занял седьмое место в кросс-кантри.
В следующем году он стал чемпионом Европы и занял второе место в национальном первенстве. Получив ещё одну бронзовую медаль в той же гонке в 1999 году, он завершил свою карьеру горного велосипедиста и полностью сосредоточился на шоссейной карьере.
Кристенсен уже успел отметиться на шоссе в 1989 году, завоевав серебряную медаль на любительском чемпионате Дании. Он также проявил свои качества в индивидуальной гонке и занял место на подиуме в этой дисциплине на любительском чемпионате в 1990 году. Однако в последующие годы он больше внимания уделял горному велосипеду, и только после того, как его профессиональная карьера в этой дисциплине завершилась в 1998 году, он снова стал праздновать успехи на шоссейном велосипеде и подписал свой первый контракт профессионального шоссейного велогонщика с датской командой Fakta в 1999 году. Свою первую профессиональную победу Кристенсен одержал в феврале 1999 года на Туре Лангкави в Малайзии, где он выиграл пролог. В следующем году он и его товарищи по команде завоевали бронзу в командной гонке на чемпионате Дании. На Туре Нормандии он выиграл четвёртый этап, а на своей домашней гонке, Туре Дании, ему не хватило совсем немного, чтобы одержать ещё одну победу, он занял второе место в первый день и пятое в общем зачёте. Сезон 2002 года для Кристенсена был характерен вторыми местами в Гран-при Валлонии, Туре Хайнлайте, по одному этапу в Туре Люксембурга, Туре Австрии и Чемпионате Дании в индивидуальной гонке. Во время работы в команде Fakta, которая закончилась в 2002 году, он также занял первые места в нескольких критериумах в Дании.
В сезоне 2003 года Кристенсен перешел в команду CSC. В первом же своем выступлении за новую команду в январе на австралийской велогонке Тур Даун Андер он уступил победу в общем зачёте Микелю Астарлозе, показавшему такое же время. Он также занял второе место в горной классификации. После того как дальнейшие выступления не принесли успеха, Кристенсен завершил свою активную карьеру в конце 2003 года.

## Достижения

### Шоссе
1989
2-й на Чемпионате Дании — групповая гонка U19
1990
3-й на Чемпионате Дании — индивидуальная гонка U19
1991
10-й на Туре Швеции
1998
Гран-при Пейменада
1999
1-й этап Тура Лангкави
2000
4-й этап Тура Нормандии
3-й на Чемпионате Дании — командная гонка
5-й на Туре Дании
6-й на Туре Лангкави
8-й на Туре Люксембурга
2002
2-й на Гран-при Валлонии
2-й на Туре Хайнлайте
2-й на Чемпионате Дании — индивидуальная гонка
4-й на Туре Австрии
4-й на Париж — Камамбер
8-й на Туре Дюрена
10-й на Туре Люксембурга
10-й на Классике Альп
2003
2-й на Туре Даун Андер

### Рейтинги
| Год                      | 2002  |
| ------------------------ | ----- |
| Мировой рейтинг FICP/UCI | 196-й |
|                          |       |
| Источник: UCI            |       |

### Маунтинбайк
1992
 Чемпионат Дании — кросс-кантри
1994
3-й на Чемпионате Дании — кросс-кантри
1996
3-й на Чемпионате Дании — кросс-кантри
1997
 Чемпионат Европы — кросс-кантри
2-й на Чемпионате Дании — кросс-кантри
1999
3-й на Чемпионате Дании — кросс-кантри